# مليحان (الرقة)
مليحان قرية سورية تتبع ناحية عين عيسى في منطقة تل ابيض في محافظة الرقة. بلغ عدد سكانها 62 نسمة في عام 2004 حسب إحصاء المكتب المركزي للإحصاء.